# Jodłowiec (Mąkosy Nowe)
Jodłowiec – część wsi Mąkosy Nowe (do 31 grudnia 2002 przysiółek) w Polsce, położona w województwie mazowieckim, w powiecie radomskim, w gminie Jastrzębia.